# Олуич, Гроздана
Гроздана Олуич (также Олуйич, серб. Гроздана Олујић) — одна из самых значительных фигур в современной сербской литературе, писатель, переводчик, критик, составитель антологий. Автор романов, сборников рассказов, повестей, произведений для детей и юношества. За более чем полвека литературной деятельности Олуич стала лауреатом самых престижных литературных наград Сербии и Югославии и была удостоена ордена Данеброга за литературные достижения.

## Биография
Гроздана Олуич родилась 30 августа 1934 года в сербском селе Ердевике, окончила школу в Бечее. Получила степень магистра по английскому языку и литературе на Философском факультете Белградского университета. Известность к Гроздане Олуич пришла рано. Первый роман «Прогулка на небо» («Izlet u nebo») увидел свет в 1958 году, когда писательнице было 24 года. Книга стала бестселлером, была переведена на несколько европейских языков и получила награду Народного просвещения за лучший роман Республики Югославии. Роман был адаптирован для сцены, а в 1962 по мотивам книги югославский режиссёр Йован Живанович снял мелодраму «Чудная девочка» («Čudna devojka»).
Вышедшие в 60-е годы романы «Голосую за любовь» («Glasam za ljubav»), «Не буди уснувшую собаку» («Ne budi zaspale pse») и «Дикое семя» («Divlje seme») утвердили Гроздану Олуич в качестве одного из ведущих авторов югославской литературы.
Новелла «Игра» («Igra») из сборника «Африканская фиалка» («Afrička ljubičica»), вышедшего в 1985 г., получила главный приз международного конкурса в Арнсберге (Германия). Почти все рассказы из сборника были переведены на иностранные языки и включены в антологии короткой прозы по всему миру (в Германии, США, Украине, России, Израиле, Индии, Великобритании, Франции и т. д.).
В 2009 году писательница с романом «Голоса на ветру» («Glasovi u vetru») становится лауреатом Премии еженедельника НИН, главной литературной награды Сербии.
Гроздана Олуич — автор нескольких популярных книг для детей и юношества. Сборник принадлежащих её перу сказок «Волшебная метла» был издан в СССР в 1985 году стотысячным тиражом.

## Оценки творчества
На симпозиуме «Mapping Boundaries, Identities and Contention: Twenty years after the fall of Yugoslavia», прошедшем в Тель-Авиве в 2010 году, израильская критик и эссеист Дина Катан Бен-Цион, говоря о романе «Голоса на ветру», заявила, что "отныне у сербской литературы есть свои «Сто лет одиночества».

## Признание
Гроздана Олуич — один из самых популярных сербских авторов как на родине, так и за рубежом. Её проза переведена на 28 мировых языков (английский, французский, немецкий, русский, китайский и т. д.), что является абсолютным рекордом для сербской литературы. Для сравнения, Хазарский словарь Павича переведен на 24 языка. Писательница — лауреат самых престижных литературных наград Сербии и Югославии, кавалер ордена Данеброга за литературные достижения, почетный гражданин города Осло и почетный профессор Университета штата Айова.

### Романы
- Прогулка на небо / Izlet u nebo (1958)
- Не буди спящую собаку / Ne budi zaspale pse (1964)
- Дикое семя / Divlje seme (1967)
- Голоса на ветру / Glasovi u vetru (2009)

### Сборники рассказов
- Afrička ljubičica (1985)
- La Violette Africaine (1992)

### Произведения для детей и юношества, сборники сказок
- Голосую за любовь / Glasam za ljubav (1963)
- Волшебная метла / Sedefna ruža i druge bajke (1980)
- Nebeska reka i druge bajke (1984)
- Zvezdane lutalice (1987)
- Snezni cvet i druge bajke (2004)
- Jastuk koji je pamtio snove i druge bajke (2007)